# Pirații din Caraibe: Pe ape și mai tulburi
Pirații din Caraibe: Pe ape și mai tulburi (engleză Pirates of the Caribbean: On Stranger Tides) este un film de aventuri cu pirați din 2011, regizat de Rob Marshall după un scenariu de Terry Rossio și Ted Elliott, în rolurile principale apar Johnny Depp, Penélope Cruz, Ian McShane și Geoffrey Rush.

## Personaje
- Johnny Depp - Căpitanul Jack Sparrow
- Penélope Cruz - Angelica fiica lui Barbă Neagră
- Ian McShane - Barbă Neagră
- Geoffrey Rush - Căpitanul Barbossa
- Kevin McNally - Gibbs
- Sam Claflin - Philip
- Astrid Berges - Frisbey-Syrena

## Vezi și
- Lista celor mai costisitoare filme